# Championnats d'Europe d'aviron 2011
Navigation
Édition 2010 Édition 2012
Les championnats d’Europe d’aviron 2011, se sont tenus du 16 au 18 septembre 2011 à Plovdiv, en Bulgarie.

## Podiums

### Hommes
| Épreuves                           | Or | Or            | Argent | Argent        | Bronze | Bronze        |
| ---------------------------------- | --- | ------------- | --- | ------------- | --- | ------------- |
| Skiff M1x                          | Lituanie Mindaugas Griškonis | 7 min 2 s 74  | Allemagne Falko Nolte                                                                                                   | 7 min 4 s 99  | Croatie Mario Vekić | 7 min 8 s 17  |
| Deux de couple M2x                 | Lituanie Saulius Ritter Rolandas Maščinskas | 6 min 23 s 05 | Serbie Marko Marjanović Dušan Bogičević                                                                                 | 6 min 24 s 90 | Russie Artem Kosov Dmitry Khmylnin | 6 min 25 s 87 |
| Deux de pointe M2-                 | Grèce Nikólaos Goudoúlas Apóstolos Goudoúlas | 6 min 31 s 63 | Italie Niccolò Mornati Lorenzo Carboncini                                                                               | 6 min 34 s 26 | Serbie Jovan Popović Nikola Stojić | 6 min 43 s 97 |
| Deux de couple poids légers LM2x   | Italie Lorenzo Bertini Elia Luini | 6 min 28 s 83 | Grèce Eleftherios Konsolas Panayiótis Magdanís                                                                          | 6 min 31 s 84 | Portugal Pedro Fraga Nuno Mendes | 6 min 34 s 08 |
| Quatre de couple M4x               | Russie Nikita Morgachev Aleksey Svirin Igor Salov Sergey Fedorovtsev                                                                                   | 5 min 45 s 17 | Estonie Andrei Jämsä Allar Raja Tõnu Endrekson Kaspar Taimsoo                                                           | 5 min 47 s 07 | Pologne Konrad Wasielewski Wiktor Chabel Kamil Zajkowski Piotr Licznerski                                                                             | 5 min 51 s 00 |
| Quatre de pointe M4-               | Grèce Stergios Papachristos Ioannis Tsilis Georgios Tziallas Ioannis Christou                                                                          | 5 min 58 s 12 | Biélorussie Vadzim Lialin Dzianis Mihal Stanislau Shcharbachenia Aliaksandr Kazubouski                                  | 6 min 01 s 45 | Italie Mario Paonessa Francesco Fossi Luca Agamennoni Andrea Palmisano                                                                                | 6 min 06 s 10 |
| Quatre de pointe poids légers LM4- | Italie Daniele Danesin Andrea Caianiello Marcello Miani Martino Goretti                                                                                | 6 min 2 s 68  | Tchéquie Jan Vetešník Ondřej Vetešník Jiří Kopáč Miroslav Vraštil                                                       | 6 min 5 s 63  | Serbie Nemanja Nesić Miloš Stanojević Nenad Babović Miloš Tomić                                                                                       | 6 min 8 s 77  |
| Huit M8+                           | Pologne Marcin Brzeziński Rafał Hejmej Dariusz Radosz Piotr Hojka Mikolaj Burda Piotr Juszczak Krystian Aranowski Michał Szpakowski Daniel Trojanowski | 5 min 37 s 38 | Tchéquie Jiří Srna Kornel Altman David Szabó Jan Pilc Jakub Podrazil Jakub Koloc Petr Melichar Matyáš Klang Martin Šuma | 5 min 39 s 38 | Ukraine Anton Kholyaznykov Viktor Hrebennikov Ivan Tymko Artem Moroz Andriy Pryveda Valentyn Kletskoy Oleh Lykov Serhiy Chykanov Oleksandr Konovaliuk | 5 min 39 s 63 |

### Femmes
| Épreuves                         | Or | Or            | Argent | Argent        | Bronze | Bronze        |
| -------------------------------- | --- | ------------- | --- | ------------- | --- | ------------- |
| Skiff W1x                        | Tchéquie Mirka Knapkova | 7 min 52 s 03 | Russie Julia Leniva | 7 min 58 s 37 | Lituanie Donata Vistartaite | 8 min 02 s 46 |
| Deux de couple W2x               | Ukraine Anastasiia Kozhenkova Yana Dementieva | 7 min 06 s 17 | Serbie Iva Obradovic Ivana Filipović | 7 min 08 s 27 | Tchéquie Lenka Antosova Jitka Antosova | 7 min 11 s 31 |
| Deux de pointe W2-               | Roumanie Camelia Lupascu Nicoleta Albu | 7 min 29 s 22 | Biélorussie Yuliya Bichyk Natallia Helakh | 7 min 31 s 50 | Italie Claudia Wurzel Sara Bertolasi | 7 min 37 s 79 |
| Deux de couple poids légers LW2x | Grèce Christína Yazitzídou Alexandra Tsiavou | 7 min 15 s 50 | Royaume-Uni Kathryn Twyman Andrea Dennis | 7 min 20 s 26 | Italie Laura Milani Enrica Marasca | 7 min 24 s 88 |
| Quatre de couple W4x             | Ukraine Svitlana Spiryukhova Nataliia Huba Tetiana Kolesnikova Kateryna Tarasenko                                                                            | 6 min 32 s 75 | Pologne Agnieszka Kobus Karolina Gniadek Sylwia Lewandowska Natalia Madaj | 6 min 35 s 30 | Roumanie Cristina Ilie Ioana Craciun Camelia Lupascu Nicoleta Albu                                                                              | 6 min 41 s 61 |
| Huit W8+                         | Roumanie Maria Diana Bursuc Ionelia Zahariaa Cristina Grigoras Irina Dorneanu Adelina Cojocariu Andreea Boghian Roxana Cogianu Eniko Mironcic Teodora Gidoiu | 6 min 14 s 98 | Biélorussie Katsiaryna Shliupskaya Marharyta Krechka Volha Berazniova Natallia Helakh Hanna Nakhayeva Tatsiana Kukhta Yuliya Bichyk Anastasiya Fadzeyenka Yaraslava Paulovich | 6 min 20 s 52 | Ukraine Oksana Holub Hanna Hutsalenko Olha Hurkovska Nina Proskura Olena Buryak Svitlana Novichenko Liubov Stashko Anna Kontseva Anna Haidukova | 6 min 23 s 82 |